# Línea G3 (Montevideo)
La línea G3 es una línea local y alimentadora de la Terminal Colón que conecta el barrio de Conciliación con la intersección del Camino Edison con la Avenida Garzón.  
Fue creada a fines del año 2012 tras la inauguración de la Terminal Colón. Originalmente su recorrido unía la Terminal Colón con Peñarol. Pero ante la disminución  de ventas de boletos, su recorrido fue modificado para circular en zonas donde hay escasos servicios de transporte.

## Recorridos
Circula por los barrios Colón, Lezica y Conciliación.
| Ida - Andén 6 (Terminal Colón) - Cno. Colman - Corredor Garzón - Calderón de la Barca - Av. Lezica - Caacupé - Carve - 9 de septiembre - Albéniz - Cno. F. Lecocq - Cno. Gral. Máximo Santos - José María Navajas - Cno. Edison - Corredor Garzón | Vuelta - Corredor Garzón - Manuel Pintos Cardeiros - San Francisco - Cno. Edison - Cno. Lecocq - Albéniz - 9 de septiembre - Carve - Caacupé - Av. Lezica - Calderón de la Barca - Corredor Garzon - Cno. Colman - Andén 7 (Terminal Colón) |